# エミー・ロッサム
エミー・ロッサム（Emmy Rossum、本名：エマニュエル・グレイ・ロッサム、Emmanuelle Grey Rossum、1986年9月12日 - ）は、アメリカ合衆国の女優・歌手・テレビドラマ監督。

## 生い立ち
ニューヨーク州ニューヨーク市にて、一人っ子として生まれる。両親はユダヤ系で、父親は銀行家、母親のシェリルは写真家。母親が妊娠中に両親は離婚、エミー自身父親とは2回しか会ったことがない。
幼い頃からオペラを学び、7歳からメトロポリタン歌劇場の舞台に立った。カーネギー・ホールの舞台に立ったこともある。1996年にマンハッタンのスペンサー高校を卒業。

## キャリア

### 俳優活動
2000年の映画デビュー作『歌追い人』の演技で注目を浴びる。当時14歳。同年のテレビ映画『オードリー・ヘプバーン物語』では少女時代のオードリー・ヘプバーンを演じた。
2003年のクリント・イーストウッド監督の『ミスティック・リバー』で再び注目を浴び、翌年には、サマーシーズンの大作映画『デイ・アフター・トゥモロー』とアンドリュー・ロイド・ウェバーの大ヒットブロードウェー・ミュージカルを映画化した『オペラ座の怪人』でヒロインのクリスティーヌ役に抜擢される等、目覚しい活躍を見せた。後者の作品ではゴールデングローブ賞 主演女優賞 (ミュージカル・コメディ部門)にノミネートされ、サターン若手俳優賞とナショナル・ボード・オブ・レビューのブレイクスルー女優賞を受賞している。

### 歌手活動
2007年にはゲフィン・レコードより歌手デビューした。

## 私生活
セリアック病を患っている。
2006年に『ポセイドン』の共演者であるルーカス・ハースと「YouthAIDS大使」となった。
2007年にジャスティン・シーゲルと結婚したが、2009年8月に離婚。
2015年に監督・脚本家のサム・エスメイルと婚約、2017年5月に結婚した。2021年5月24日、第一子となる女児を出産。2023年4月5日には第二子となる男児を出産した。

## フィルモグラフィー

### 映画
| 年   | 邦題/原題                                                             | 役名                     | 備考                 |
| ---- | --------------------------------------------------------------------- | ------------------------ | -------------------- |
| 2000 | 歌追い人 Songcatcher                                                  | デラディス・スローカム   |                      |
| 2001 | アメリカン・ラプソディ An American Rhapsody                           | シェイラ (15歳)          |                      |
| 2002 | ラブ・アクシデント Passionada                                         | ヴィッキー・エイモント   |                      |
| 2003 | NOLA ニューヨークの歌声 Nola                                          | ノラ                     |                      |
| 2003 | ミスティック・リバー Mystic River                                     | ケイティ・マーケム       |                      |
| 2004 | オペラ座の怪人 The Phantom of the Opera                               | クリスティーヌ・ダーエ   |                      |
| 2004 | デイ・アフター・トゥモロー The Day After Tomorrow                     | ローラ・チャップマン     |                      |
| 2006 | ポセイドン Poseidon                                                   | ジェニファー・ラムジー   |                      |
| 2009 | DRAGONBALL EVOLUTION Dragonball: Evolution                            | ブルマ                   |                      |
| 2013 | ビューティフル・クリーチャーズ 光と闇に選ばれし者 Beautiful Creatures | リドリー・デュケイン     |                      |
| 2014 | サヨナラの代わりに You're Not You                                     | ベック                   |                      |
| 2014 | COMET/コメット Comet                                                  | キンバリー               | 日本公開は2015年12月 |
| 2019 | スノー・ロワイヤル Cold Pursuit                                       | キンバリー・ダッシュ刑事 |                      |

### テレビ
| 年        | 邦題/原題                                            | 役名                            | 備考           |
| --------- | ---------------------------------------------------- | ------------------------------- | -------------- |
| 1997      | LAW & ORDER Law & Order                              | アリソン・マーティン            | 1エピソード    |
| 1999      | ダブル・キャンパス/天才学者は13歳 Genius             | クレア・アディソン              | テレビ映画     |
| 1999      | スヌープス Snoops                                    | キャロライン・ビールズ          | 2エピソード    |
| 2000      | オードリー・ヘプバーン物語 The Audrey Hepburn Story  | オードリー・ヘプバーン (幼少期) | テレビ映画     |
| 2001      | ザ・プラクティス ボストン弁護士ファイル The Practice | アリソン・エリソン              | 1エピソード    |
| 2011-2019 | シェイムレス 俺たちに恥はない Shameless              | フィオナ・ギャラガー            | メインキャスト |
| 2019      | モダン・ラブ 〜今日もNYの街角で〜 Modern Love        | 監督                            |                |
| 2023      | クラウデッド・ルーム The Crowded Room                | キャンディ・サリバン            | メイン         |

### CM
- 森永乳業 「マウントレーニア カフェラッテ」（2008年 - ）

## ディスコグラフィー
- Inside Out（2007年10月23日）
- Carol of the Bells（2007年10月23日）

## 参照
1. ↑  Thomas, Karen (2007年10月24日). “From movies to music, Emmy Rossum is doing it all”. USA Today
2. ↑  http://blog.zap2it.com/frominsidethebox/2013/01/what-it-takes-to-make-emmy-rossum-shameless.html
3. ↑  “Emmy Rossum Races For The Cure And Gets A Birthday Surprise From MTV News.”.   Moviesblog.mtv.com. 2008年10月24日閲覧。
4. ↑  “極秘離婚をしたことで結婚していたことが発覚した『ドラゴンボール』エミー・ロッサム、慰謝料約467万円を支払うことで合意”. シネマトゥデイ. (2010年12月31日) 2013年3月22日閲覧。
5. ↑  “「オペラ座の怪人」エミー・ロッサムが婚約”.   映画.com (2015年9月11日). 2015年9月11日閲覧。
6. ↑  “Emmy Rossum Marries Mr. Robot Creator Sam Esmail — See Her Wedding Weekend Pics” (英語). Peoplemag. 2023年4月7日閲覧。
7. ↑  “Surprise! Emmy Rossum Welcomes Baby Girl with Husband Sam Esmail — and Shares Photos from Pregnancy!” (英語). Peoplemag. 2023年4月7日閲覧。
8. ↑  “Emmy Rossum Gives Birth to Son, Shares First Photo of Her Baby Boy | Entertainment Tonight” (英語). www.etonline.com. 2023年4月7日閲覧。
9. ↑  “ミシェル・ゴンドリー、スパイク・ジョーンズに続く才能！新感覚ラブストーリー12月公開決定”.   シネマトゥデイ (2015年9月30日). 2015年9月30日閲覧。